# Göran Johansson (centerpartist)
Karl Göran Johansson, född 1 juli 1937 i Spannarps församling i Hallands län, är en svensk politiker (centerpartist). Han var statssekreterare i Statsrådsberedningen 1979–1982 och partisekreterare i Centerpartiet 1984–1987. Dessförinnan var han ordförande för Centerns studentförbund 1962–1964.